# Смоляжини
Смоляжини (пол. Smolarzyny) — село в Польщі, у гміні Жолиня Ланьцутського повіту Підкарпатського воєводства.
Населення — 540 осіб (2011).
У 1975-1998 роках село належало до Ряшівського воєводства.

## Демографія
Демографічна структура станом на 31 березня 2011 року:
|          | Загалом | Допрацездатний вік | Працездатний вік | Постпрацездатний вік |
| -------- | ------- | ------------------ | ---------------- | -------------------- |
| Чоловіки | 266     | 58                 | 188              | 20                   |
| Жінки    | 274     | 55                 | 153              | 66                   |
| Разом    | 540     | 113                | 341              | 86                   |